# Борушковцы
Борушковцы (укр. Борушківці) — село на Украине, находится в Любарском районе Житомирской области.
Код КОАТУУ — 1823186402. Население по переписи 2001 года составляет 631 человек. Почтовый индекс — 13123. Телефонный код — 4147. Занимает площадь 12,775 км².
В 1792 году в битве под Борушковцами русские войска одержали победу над войсками Речи Посполитой.

## Известные уроженцы
- Пулавский, Казимеж Фердинанд (1846—1926) — польский историк и генеалог.

## Адрес местного совета
13122, Житомирская область, Любарский р-н, с. Старая Чертория, ул. Ленина, 75